# Трещотка
Трещо́тка, трескотуха — русский народный ударный музыкальный инструмент, идиофон.

## История
При археологических раскопках в Новгороде в 1992 году были найдены две дощечки, которые, по предположению В. И. Поветкина, входили в комплект древних новгородских трещоток в XII веке.

## Конструкция
На юго-западе России (в Курской, Тульской и Калужской областях) использовалась для сопровождения свадебных, величальных или плясовых песен, иногда в ансамбле с гармошкой ливенкой.
Представляет собой набор из 14—20 небольших (длиной 130—150, шириной 50—70 мм) дубовых, ореховых или кленовых дощечек, нанизанных с одного конца на верёвку. Между дощечками располагаются прокладки, иногда вместе с 4—8 бубенчиками. Трещотку держат за петли на концах верёвки и нажимают на крайние планки резкими или плавными движениями.

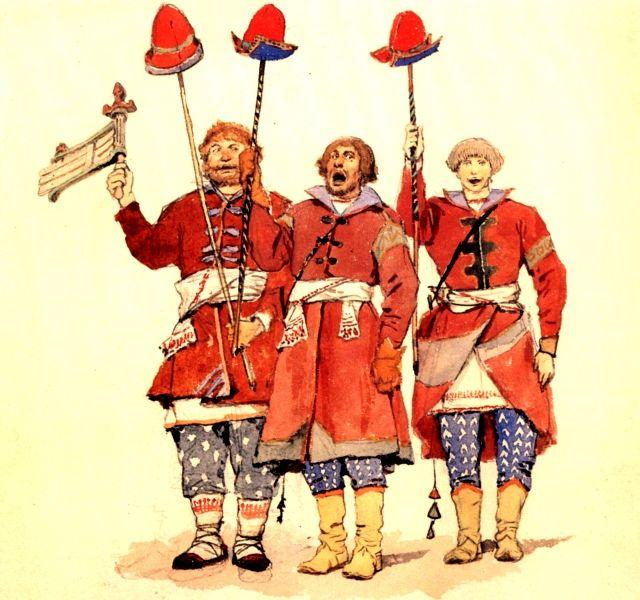
Трещотка на рисунке В. М. Васнецова Бирючи (слева)

Использовавшаяся на северо-западе России трещотка состоит из прямоугольной рамки размером 200×100 мм с закреплёнными на её короткой стороне 1—4 упругими планками, длина которых примерно равна длине рамки. Рамка вращается на ручке, а упругие планки свободными концами соприкасаются с зубчатой частью этой ручки. Образуемый треск напоминает непрерывную пулемётную стрельбу.
В Ленинградской и Новгородской областях сохранилась в качестве охотничьего и детского инструмента.